# Rafzerfeld

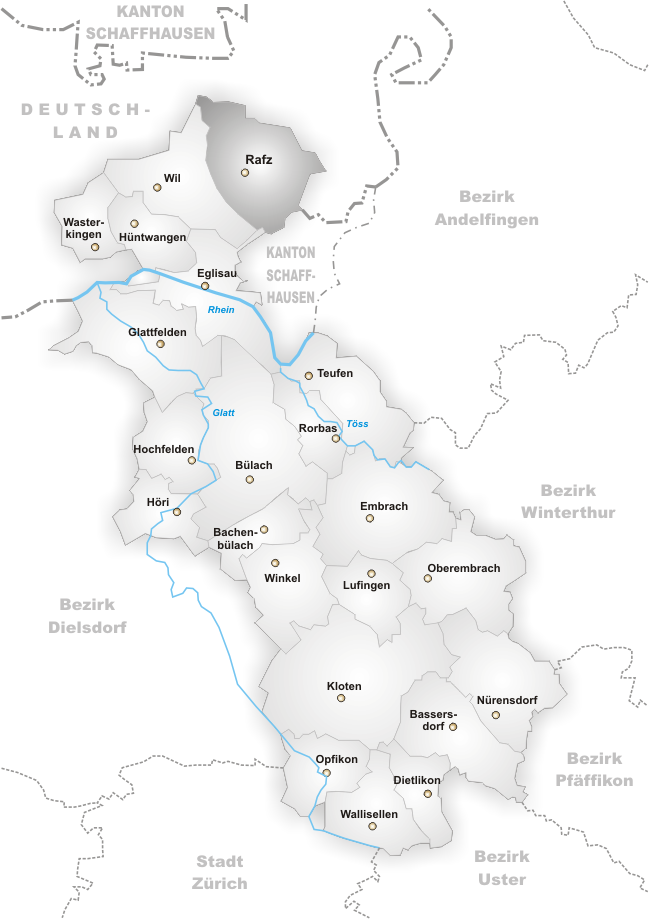
A nord della carta, sono indicati i 4 comuni del Rafzerfeld

Il Rafzerfeld è una pianura avente una superficie di svariati chilometri quadrati situata nel nord del Canton Zurigo, in Svizzera. La regione, situata a nord del Reno, contiene da ovest a est i comuni di Wasterkingen, Hüntwangen, Wil e Rafz.

## Storia
Nel 1651 il Rafzerfeld passo' a Zurigo a causa di una decisione dei tribunali supremi: questo avvenne dopo che i conti di Sulz furono costretti per ripagare i loro debiti a cedere la loro sovranità su parte del Klettgau al popolo di Zurigo. Si tratta di un raro caso di vendita di un terreno del Sacro romano Impero alla Svizzera. Nel 1656 anche la parte settentrionale del Klettgau venne venduta alla città di Sciaffusa.

## Geologia
Il Rafzerfeld geologicamente consiste nella piana fluvioglaciale di un grande ghiacciaio, con strati di ghiaia profondi dozzine di metri. A causa di ciò, nella regione sono attive numerose cave di ghiaia.

## Natura

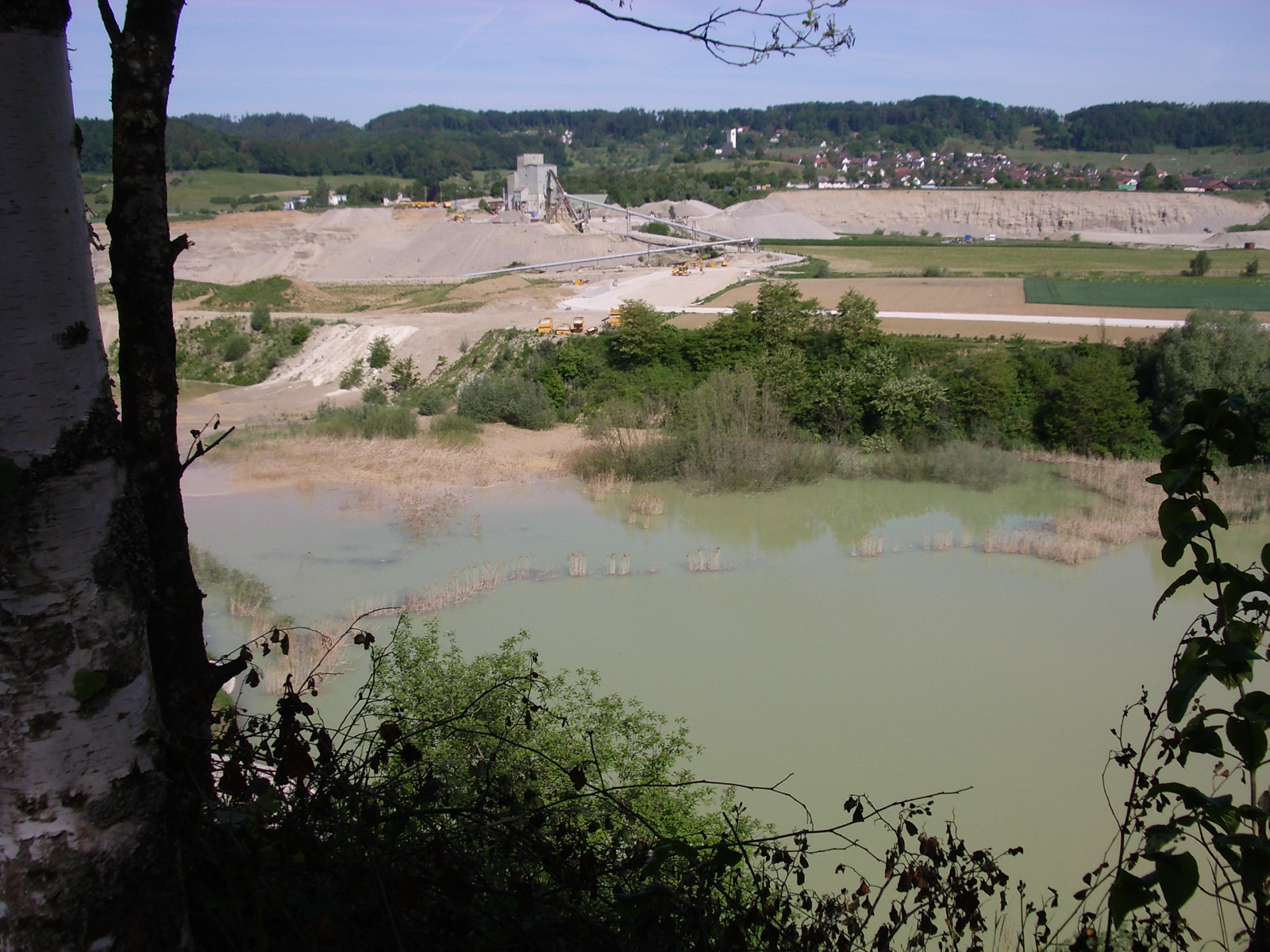
Cava di ghiaia nel Rafzerfeld, sullo sfondo Wil

Nel Rafzerfeld sono in corso una serie di progetti di conservazione volti a ripristinare la biodiversità originaria. A questi progetti interconnessi cooperano agricoltori, associazioni di proprietari di cave di ghiaia e conservazionisti. Fondata nel 1996, l'associazione "Natur von Puur" ha avviato progetti interconnessi tramite i saranno promosse la distribuzione e l'acclimatamento di piante e animali mediante superfici di compensazione ecologica, strisce di fiori selvatici e sementi speciali. Nel 2003, l'Ufficio del paesaggio e della natura del Cantone di Zurigo ha approvato il progetto interconnesso del Rafzerfeld. A causa dell'estrazione di ghiaia sono stati creati nuovi habitat per piante e animali. La bonifica delle cave di ghiaia permette di creare ambienti speciali con prati magri e asciutti o superfici di ghiaia. Nel Rafzerfeld, oltre a una flora complessa, si possono osservare l'allodola, il corriere piccolo, la rondine riparia, lo zigolo giallo e la lepre.